# Sumitomo Mitsui Trust Holdings
Sumitomo Mitsui Trust Holdings, Inc. — холдинговая компания японской финансовой группы Sumitomo Mitsui Trust Group. Эта финансовая группа непосредственно не связана с Sumitomo Mitsui Financial Group, хотя обе происходят от дзайбацу Мицуи и Сумитомо.
В 2015 году компания заняла 33-е место среди крупнейших инвестиционных компаний мира по размеру активов под управлением ($641 млрд).

## История
Sumitomo Mitsui Trust Group образовалась в результате слияния нескольких финансовых институтов. Старейшим предшественником является основанная в 1924 году The Mitsui Trust Company. В 2000 году она объединилась с другой японской трастовой компанией The Chuo Trust & Banking Co., Ltd. под названием The Chuo Mitsui Trust and Banking Company. Слияние этой компании с Sumitomo Trust Co. (основанной в 1925 году) произошло в 2009 году.

## Деятельность
Группа предоставляет банковские услуги и услуги трастовых фондов. Сеть группы состоит из 116 отделений. Активы под управлением составляют 87 трлн иен ($790 млрд), активы на хранении в депозитариях 224 трлн иен ($2,04 трлн).
Основные подразделения Sumitomo Mitsui Trust Group:
- розничные финансовые услуги — приём депозитов и выдача кредитов, трастовые и страховые услуги индивидуальным клиентам; 26 % выручки;
- оптовые финансовые услуги — корпоративное финансирование, управление активами, посредничество при слияниях и поглощениях; 28 % выручки;
- агентство по работе с акциями — составление списков акционеров, консультации по вопросам эмиссии акций и работе с инвесторами; 5 % выручки;
- недвижимость — посреднические и консультационные услуги при операциях с недвижимостью; 8 % выручки;
- фидуциарные услуги — разработка пенсионных планов, работа с подписчиками и бенефициарами, управление активами; 23 % выручки;
- глобальные финансовые рынки — проведение финансовых операций на мировых финансовых рынках и предоставление аналитической информации; 11 % выручки.

Из 691 млрд иен выручки в 2019—20 финансовом году 170 млрд составил чистый процентный доход, 292 млрд принесли комиссионные и плата за обслуживание, 100 млрд составили плата за управление трастовыми фондами. Активы на март 2020 года составили 56,5 трлн иен (в числе 60 крупнейших банков мира), из них на выданные кредиты пришлось 29,7 трлн иен; принятые депозиты составили 36,5 трлн иен.

В списке крупнейших публичных компаний мира Forbes Global 2000 за 2017 год Sumitomo Mitsui Trust Group заняла 413-е место, в том числе 976-е по обороту, 415-е по чистой прибыли, 61-е по активам и 944-е по рыночной капитализации.

## Основные компании группы
- Sumitomo Mitsui Trust Bank, Limited — трастовые и банковские услуги (основан в 1925 году);
- Sumitomo Mitsui Trust Wealth Partners Co., Ltd. — консультации по вопросам управления активами и наследования;
- Sumitomo Mitsui Trust Card Co., Ltd. — выпуск кредитных карт Visa;
- Sumitomo Mitsui Trust Club Co., Ltd. — единственный в Японии эмитент кредитных карт Diners Club;
- Sumitomo Mitsui Trust Guarantee Co., Ltd. — гарантирование выданных кредитов;
- SBI Sumishin Net Bank, Ltd. — основанный в 2007 году интернет-банк;
- Sumitomo Mitsui Trust Panasonic Finance Co., Ltd. — совместная с Panasonic финансовая компания, специализирующаяся на лизинге и кредитовании;
- Sumitomo Mitsui Trust Loan & Finance Co., Ltd. — ипотечное кредитование;
- Sumitomo Mitsui Trust Investment Co., Ltd. — управление частными инвестиционными фондами;
- Sumitomo Mitsui Trust (Hong Kong) Limited — дочерняя компания по зарубежным операциям;
- Sumitomo Mitsui Trust Bank (Thai) Public Company Limited — банковские услуги в Таиланде;
- Zijin Trust Co., Ltd. — трастовая компания в КНР (19,9 %);
- Tokyo Securities Transfer Agent Co., Ltd. — консультации при операциях с акциями;
- Japan Securities Agents, Ltd. — операции с акциями;
- Sumitomo Mitsui Trust TA Solution Co., Ltd — операции с акциями;
- Japan Stockholders Data Service Company, Limited — совместная с Mizuho Trust & Banking Co., Ltd. компания по электронной обработке операций с акциями;
- Sumitomo Mitsui Trust Realty Co., Ltd — брокерские услуги при операциях с недвижимостью;
- Sumitomo Mitsui Trust Real Estate Investment Management Co., Ltd — управление активами путём инвестиций в недвижимость;
- Top REIT Asset Management Co., Ltd. — управление активами компании TOP REIT, Inc.;
- Mitsui & Co., Logistics Partners Ltd. — управление активами;
- Sumitomo Mitsui Trust Research Institute Co., Ltd. — исследования в сфере недвижимости;
- Sumitomo Mitsui Trust Asset Management Co., Ltd. — управление активами (¥8,183 трлн на 2016 год)
- Nikko Asset Management Co., Ltd. — управление активами (¥17,419 трлн на 2016 год);
- Sky Ocean Asset Management Co., Ltd. — управление активами (совместно с Bank of Yokohama, Ltd.);
- JP Asset Management Co., Ltd. — управление активами;
- Japan Trustee Services Bank, Ltd — управление активами (совместно с Resona Holdings);
- Japan Pension Operation Service, Ltd. — управление активами (совместно с Mizuho Trust & Banking Co., Ltd);
- Sumitomo Mitsui Trust Bank (U.S.A.) Limited — депозитарные услуги по всему миру (центр в США);
- Sumitomo Mitsui Trust Bank (Luxembourg) S.A. — операции с ценными бумагами на европейском рынке;
- Sumitomo Mitsui Trust International Limited — фидуциарные услуги на японском и европейском рынках;
- Sumitomo Mitsui Trust (UK) Limited — операции с ценными бумагами;
- Sumitomo Mitsui Trust (Ireland) Limited — администрирование активов вне Японии;
- Sumitomo Mitsui Trust Business Service Co., Ltd. — услуги компаниям, такие как наём временного персонала;
- Sumitomo Mitsui Trust Systems & Services Co., Ltd. — информационная поддержка работы группы;
- HR One Corporation — услуги по работе с персоналом и услуги японским компания, работающим в КНР;
- MTH Preferred Capital 5 (Cayman) Limited, CMTH Preferred Capital 6 (Cayman) Limited, CMTH Preferred Capital 7 (Cayman) Limited — финансовые услуги (Каймановы острова).

## Акционеры
Sumitomo Mitsui Trust Group выпустила 3,9 млрд акций, из них около 40 % принадлежит зарубежным инвесторам. Крупнейшими держателями акций группы являются:
- Japan Trustee Services Bank, Ltd. — 9,19 %;
- The Master Trust Bank of Japan, Ltd. — 3,94 %;
- Ueda Yagi Tanshi Co., Ltd. — 1,62 %;
- The Bank of New York Mellon SA/NV — 1,44 %;
- State Street Bank West Client — 1,34 %;
- The Bank of New York — 1,24 %;
- Trust & Custody Services Bank, Ltd. — 1,24 %;
- State Street Bank and Trust Company — 1,14 %.